# Pamiątkowy Medal za Obronę Słowacji w marcu 1939
Pamiątkowy Medal za Obronę Słowacji w marcu 1939 (słow. Pamätná medaila za obranu Slovenska v marci 1939) – słowackie odznaczenie wojskowe i cywilne za zasługi w okresie  tworzenia się granic Słowacji w 1939 roku.

## Historia
Odznaczenie zostało ustanowione przez prezydenta Słowacji Jozefa Tiso w dniu 8 maja 1939 roku jako odznaczenie dla wyróżnienia żołnierzy i cywilów za zasługi w okresie walk w marcu 1939 roku na granicy słowacko-węgierskiej, w okresie tworzenia się państwa Słowackiego. 
Po ataku na Polskę, w którym uczestniczyły wojska słowackie, medal był nadawany także uczestnikom tych walk.
Medal posiada jedną klasę, przy czym na wstążce orderowej umieszczane były trzy rodzaje  listewek w zależności od miejsca, gdzie dana osoba wyróżniła się w walkach. 
Nakładki miały napisy:
- JAVORINA
- III 1939/IX 1939
- IX 1939

## Zasady nadawania
W myśl statutu medal przyznawany był wszystkim żołnierzom i osobom cywilnym, które wyróżniły się w czasie walk z wojskami węgierskimi po ich wkroczeniu w dniu 17 marca 1939 roku na teren należące wcześniej do Czechosłowacji. 
Później medal ten był nadawany także żołnierzom wojsk słowackich, którzy brali udział w agresji na Polskę we wrześniu 1939 roku.
Medal nadawany był do 1940 roku kiedy uznano jego nadawanie za skończone, choć w jego statucie dokonywano jeszcze zmian w późniejszym terminie. Po 1945 roku noszenie medalu zostało zakazane.

## Opis odznaki
Odznaka medalu została wykonana z brązu i ma kształt trójkąta z zaokrąglonymi bokami o wymiarach 38 x 45 mm. 
Na awersie w centralnej części umieszczony jest szeroki miecz skierowany ostrzem do dołu, rękojeść miecza wystaje poza obręb trójkąta. Obok miecza znajdują się gałązki lipy i wawrzynu. Wszystko otoczone jest szarfą, na której jest napis 1939.
Na rewersie znajduje się napis ZA OBRANU SLOVENSKA V MARCI 1939 (pol. Za obronę Słowacji w marcu 1939). Istniała też wersja nadawana po wrześniu 1939 roku z napisem ZA OBRANU SLOVENSKA – JAVORINA/ORAVA (pol. Za obronę Słowacji – Jaworzyna/Orawa).
Medale zawieszony jest na wstążce o szer. 36 mm w kolorze niebieskim, w środku jest pasek szer. 4 mm koloru białego, a po bokach wąskie paski koloru niebieskiego i białego. Na wstążce nakładane były nakładki z brązu o wymiarach 14 x 5 mm z napisami w zależności od miejsca udziału w walkach.